# Nörd-Hedvattensjön
Nörd-Hedvattensjön är en sjö i Åsele kommun i Lappland och ingår i Ångermanälvens huvudavrinningsområde. Sjön har en area på 1,32 kvadratkilometer och ligger 356,1 meter över havet. Sjön avvattnas av vattendraget Hedvattenbäcken.

## Delavrinningsområde
Nörd-Hedvattensjön ingår i det delavrinningsområde (709585-158039) som SMHI kallar för Utloppet av Nörd-Hedvattensjön. Medelhöjden är 404 meter över havet och ytan är 14,16 kvadratkilometer. Det finns inga avrinningsområden uppströms utan avrinningsområdet är högsta punkten. Hedvattenbäcken som avvattnar avrinningsområdet har biflödesordning 3, vilket innebär att vattnet flödar genom totalt 3 vattendrag innan det når havet efter 177 kilometer. Avrinningsområdet består mestadels av skog (73 procent) och sankmarker (14 procent). Avrinningsområdet har 1,32 kvadratkilometer vattenytor vilket ger det en sjöprocent på 9,3 procent.